# Losadilla
Losadilla (en cabreirés Llousadiella) es una pedanía del municipio de Encinedo (León) (España). Se sitúa a la ribera del Río Cabrera, cercano a su confluencia con el Río Pedro, dentro de la comarca de la Cabrera, al suroeste de la provincia de León. La localidad se divide en dos barrios, Barrio Alto y Barrio Bajo, separados por la carretera de la Baña a Encinedo. Con 45 habitantes (INE 2006), el pueblo sufre un paulatino proceso de despoblación y envejecimiento demográfico. Su principal fuente de ingresos, son las abundantes canteras de pizarra de la zona así como la producción agraria y ganadera. En el pueblo destacan las edificaciones de arquitectura tradicional de la comarca de la Cabrera, caracterizada por el uso de pizarra. La gastronomía de la zona está marcada por un pasado de economía de autosuficiencia, y de la cual se pueden resaltar caldo de berzas, el botillo y la trucha.

## Historia
Así describía Pascual Madoz, en la primera mitad del siglo XIX, a Losadilla en el tomo X del Diccionario geográfico-estadístico-histórico de España y sus posesiones de Ultramar:

Lugar en la provincia de León (17 leguas), partido judicial de Ponferrada, diócesis de Astorga, audiencia territorial y capitanía general de Valladolid, ayuntamiento de la Baña. Situado en un valle a la izquierda del río Cabrera; su clima es bastante sano. Tiene unas 40 casas bajas, cubiertas de pizarra, y distribuidas con regularidad; iglesia anejo de Forna, dedicada a Santa María, y buenas aguas potables. Confina Norte Encinedo; Este Trabazos; Sur Santa Eulalia, y Oeste Forna. El terreno es de buena calidad y de regadío en su mayor parte. Los caminos carreteros, y se encuentran en buen estado. Producción: mucho y excelente lino, centeno, legumbres, frutas y pastos; cría vacuno y cabrío. Población: 37 vecinos, 150 almas. Contribución con el ayuntamiento.
Pascual Madoz.

## Datos básicos
- Tiene una población de 35 habitantes (INE 2016).*